# Psiguria warscewiczii
Psiguria warscewiczii là một loài thực vật có hoa trong họ Cucurbitaceae. Loài này được (Hook.f.) Wunderlin miêu tả khoa học đầu tiên năm 1978.